# Mount Clarke, British Columbia
Mount Clarke är ett berg i Kanada.   Det ligger i provinsen British Columbia, i den södra delen av landet, 3 500 km väster om huvudstaden Ottawa. Toppen på Mount Clarke är 2 159 meter över havet, eller 683 meter över den omgivande terrängen. Bredden vid basen är 9,8 km.
Terrängen runt Mount Clarke är huvudsakligen bergig.Trakten runt Mount Clarke är nära nog obefolkad, med mindre än två invånare per kvadratkilometer.. Det finns inga samhällen i närheten.
I omgivningarna runt Mount Clarke växer i huvudsak barrskog.